# Skopolamin
Skopolamin (hyoscin) je rostlinný alkaloid z blínu černého, působí jako parasympatolytikum. Stejně jako atropin patří mezi parasympatolytika s terciárním dusíkem. Látka je chemicky blízká atropinu z rulíku zlomocného (Atropa bella-donna). Má výrazné účinky na psychiku – vyvolává poruchy paměti a neschopnost úsudku. Proto byl zneužíván například při přípravě politických procesů v padesátých letech (například proces s Janem Bydžovským).